# Wivelsfield
Wivelsfield är en ort och civil parish i Storbritannien.   Den ligger i grevskapet East Sussex och riksdelen England, i den södra delen av landet, 60 km söder om huvudstaden London. Wivelsfield ligger 39 meter över havet och antalet invånare är 1 959.
Terrängen runt Wivelsfield är huvudsakligen platt, men söderut är den kuperad. Terrängen runt Wivelsfield sluttar österut. Runt Wivelsfield är det tätbefolkat, med 319 invånare per kvadratkilometer. Närmaste större samhälle är Brighton, 16,0 km söder om Wivelsfield. Trakten runt Wivelsfield består i huvudsak av gräsmarker.